# Carlo Schellemann
Carlo Schellemann (* 9. August 1924 in Krumbach; † 22. April 2010 in Eggenfelden) war ein deutscher Maler, Grafiker, Bühnenbildner und Zeichner.

## Leben
Schellemann wurde in Krumbach als Karl Heinz Schellemann geboren. Er ging in Krumbach und Augsburg zur Schule. Seit dem sechsten Lebensjahr hatte er eine Behinderung am rechten Oberarm in Folge eines schlecht behandelten Armbruchs. Im Jahr 1940 besuchte er die Kunstschule Augsburg und 1942 die Akademie für Bildende Künste in München bei Franz Klemmer (Malerei). Seit 1948 war er freischaffender Maler und Grafiker. Während des Zweiten Weltkrieges war er ab Mitte 1944 zusammen mit seinem jüngeren Bruder Walter Schellemann im Darmstädter Haus im Kleinwalsertal untergebracht.
Im Jahr 1958 erhielt er den Kunstförderpreis der Stadt Augsburg. Schellemann beteiligte sich 1958 an der „Augsburger Arbeitsgemeinschaft gegen Atomrüstung“, deren Vorsitzender Walter Oehmichen war. Er entwarf auch Bühnenbilder für Oehmichens Augsburger Puppenkiste u. a. Strindbergs Traumspiel (1951) und  Der kleine Prinz (1951). 1960 bildete er die Künstlergruppe Tendenz und gründete die kunstkritische Zeitschrift tendenzen, die er 1972 bis 1976 auch als Chefredakteur leitete. Er war Mitinitiator der Ausstellung Künstler gegen den Atomkrieg, die am 22. Oktober 1958 im Reitersaal der Universitätsreitschule München von Karl Saller eröffnet wurde und die in den folgenden Jahren durch etwa 40 deutsche Städte, u. a. Stuttgart und Nürnberg, wanderte.
Im Jahr 1964 zog er mit seiner Familie nach München und 1977 nach Eggenfelden, wo er bis zu seinem Tod auf einem Bauernhof nahe Eggenfelden mit seiner Ehefrau lebte. Dort wandte sich Schellemann verstärkt der Landschaftsmalerei zu. Schellemann starb 2010.

## Ehrungen
In Eggenfelden ist eine Straße nach Carlo Schellemann benannt.